# 4-甲氧基雌二醇
4-甲氧基雌二醇（英語：4-Methoxyestradiol，缩写4-ME2）是一种天然内源性的甲氧基化的儿茶酚雌激素和雌二醇的代謝產物，在体内通过儿茶酚-O-甲基转移酶（COMT）催化中间体4-羟基雌二醇生成，其雌激素活性近似雌酮和4-羟基雌酮。